# Saki Kashima
Saki Kashima (鹿島沙希, Kashima Saki, nacida el 5 de mayo de 1993) es una luchadora profesional japonesa, quien actualmente está trabajando con World Wonder Ring Stardom.

## Carrera

### Circuito independiente (2011-presente)
Kashima trabajó en un par de combates para Tokyo Gurentai, uno de ellos en Tokyo Love II ~Another Chance~ del 28 de septiembre de 2011, donde se quedó corta ante Io Shirai y Nanae Takahashi en un Triple Threat Match. El otro tuvo lugar ocho años después, en Tokyo Gurentai Lucha Libre Fiesta, un evento producido por Stardom en asociación con Tokyo Gurentai, donde participó en una lucha eliminatoria por equipos, formando equipo con Starlight Kid y Tam Nakano como STARS. y contra Oedo Tai (Andras Miyagi, Hazuki y Kagetsu), J.A.N. (Jungle Kyona, Natsuko Tora & Saya Iida) y Queen's Quest (AZM, Momo Watanabe & Utami Hayashishita).

### World Wonder Ring Stardom (2011-2013, 2018-presente)
Kashima hizo su debut en la lucha libre profesional en el programa Stardom Season 2: Grow Up Stars de World Wonder Ring Stardom del 12 de junio de 2011, donde luchó contra Natsuki Taiyo en un empate de límite de tiempo de combate de exhibición de tres minutos. En Stardom Season 10 New Year Stars 2013 el 14 de enero, se asoció con Act Yasukawa y Natsuki Taiyo y derrotó a Kellie Skater, Portia Perez y Tomoka Nakagawa para convertirse en las primeras Campeonas Artísticas de Stardom. Este sería su último combate antes de una pausa de cinco años de actividad en el ring.
Una confrontación notable en la que estuvo involucrada fue en Stardom X Stardom 2018: Kagetsu 10th Anniversary Show del 12 de agosto, donde desafió sin éxito a Kagetsu por el Campeonato Maravilla de Stardom. En el torneo Goddesses Of Stardom Tag League 2018, Kashima hizo equipo con Mayu Iwatani, colocándose en el Bloque A y anotando un total de siete puntos tras enfrentarse a Leo Onozaki y Hanan, Momo Watanabe y Utami Hayashishita, Hana Kimura y Mary Apache, J.A.N. (Kaori Yoneyama y Ruaka), y sus compañeros de STARS, Starlight Kid y Natsumi. En Stardom New Years Stars 2019 el 3 de enero, participó en un battle royal de 24 mujeres, compitiendo contra oponentes notables como Hana Kimura, Kagetsu, Natsu Sumire y Viper. Participó en Goddesses Of Stardom Tag League 2019, haciendo equipo con la excompañera de STARS, Mayu Iwatani, ubicándose en el Bloque Rojo y anotando un total de dos puntos después de enfrentarse a los equipos de Queen's Quest (AZM y Momo Watanabe), Riho y Starlight Kid, Tokyo Cyber Squad (Jungle Kyona & Konami), Bea Priestley y Jamie Hayter, y Oedo Tai (Hazuki & Natsuko Tora). En Stardom Yokohama Cinderella el 3 de octubre de 2020, Kashima se alió con Natsuko Tora y derrotó a Jungle Kyona y Konami en un No Disqualification Match, obligándolos a disolver el stable de "Tokyo Cyber Squad". Kashima participó en la edición 2020 de Goddesses of Stardom Tag League, formando equipo con Natsuko Tora bajo el subgrupo de Oedo Tai llamado Devil Duo, colocándose en el Red Block y anotando un total de cuatro puntos.

## Campeonatos y logros
- World Wonder Ring Stardom
  - Goddess of Stardom Championship (1 vez) – con Mayu Iwatani
  - Artist of Stardom Championship (4 veces e inaugural) – con Act Yasukawa & Natsuki Taiyo (1), Mayu Iwatani & Tam Nakano (2), Bea Priestley & Natsuko Tora (1)